# Föritztal
Föritztal è un comune tedesco situato nel land della Turingia.

## Storia
Il comune di Föritztal venne creato nel 2018 dalla fusione dei comuni di Föritz, Judenbach e Neuhaus-Schierschnitz.